# Hermann Reinecke (Pädagoge)

Hermann Reinecke

August Louis Hermann Reinecke (* 28. September 1843 in Hildesheim; † 3. Dezember 1891 in Berlin) war ein deutscher Schulmann.

## Leben und Wirken
Als Sohn eines Pastors an der Hildesheimer Andreaskirche geboren, machte Reinecke seinen Schulabschluss in Hildesheim und immatrikulierte sich am 14. Oktober 1861 als stud. theol. an der Georg-August-Universität Göttingen. Er wurde am 10. November 1861 Mitglied der Verbindung Holzminda und blieb bis zum Sommersemester 1864 als Student in Göttingen.
Er wurde Kandidat der Theologie sowie Rektor in Dannenberg und heiratete am 11. Juli 1871 in Sulingen Dora Auguste Sophie Albertine Engelke. Reinecke war spätestes 1872/73 als Rektor der Mittelschule zu Osterholz-Scharmbeck tätig und um 1875 Erster Lehrer am Königlichen Seminar zu Petershagen. Reinecke wurde später Dirigent des Königlichen evangelischen Lehrer-Seminars in Bederkesa, an dem er seit dem 1. Oktober 1877 als Direktor tätig war; zugleich war er Kreisschulinspektor im Konsistorialbezirk Otterndorf. Zum 1. Oktober 1881 wurde er Stadtschulinspektor zu Berlin, titelte zugleich als Königlicher Seminardirektor a. D. Er starb am 3. Dezember 1891 in Berlin an einer Lungenentzündung.
Hermann Reinecke beschäftigte sich mit Friedrich Fröbel und machte sich für Kindergärten stark. Er veröffentlichte zahlreiche pädagogische Werke und Schulbücher, die teils noch lange nach seinem Tod aufgelegt bzw. weiterentwickelt wurden.

## Veröffentlichungen (Auswahl)
- Die Allgemeinen Bestimmungen vom 15. October 1872 und die Mittelschule der Provinz Hannover. Mit einem ausführlichen Lehrplan für eine Mittelschule. Verlag Meyer, Hannover 1873.
- Biblische Geschichten für die Unterstufe. Verlag C. Meyer, Hannover 1875, 2. Aufl. 1883, 9. Aufl. 1919.
- Biblische Geschichte für die Mittel- und Oberstufe. Verlag C. Meyer, Hannover 1876.
- Der Brief Pauli an die Galater. Dürrsche Buchhandlung, Leipzig 1880.
- Der Brief Pauli an die Philipper. Dürrsche Buchhandlung, Leipzig 1881.
- Der Brief Pauli an die Thessalonicher. Dürrsche Buchhandlung, Leipzig 1881.
- Biblische Geschichte für evangelische Mädchenschulen. Verlag Th. Hofmann, Berlin 1881.
- Einrichtungs- und Lehrplan der Seminarschule zu Bederkesa mit Genehmigung des königlichen Provinzial-Schulkollegiums zu Hannover veröffentlicht. Dürrsche Buchhandlung, Leipzig 1881.
- als Herausgeber: Lesestücke zu Schorns Geschichte der Pädagogik. Dürrsche Buchhandlung, Leipzig 1881, 12. verm. Aufl. 1885, 17. Auflage 1896.
- Lieder, Gebete und Psalmen, für die Berliner Gemeindeschulen methodisch behandelt. Verlag Oehmigke, Berlin 1882.
- Der Brief Pauli an die Römer. Dürrsche Buchhandlung, Leipzig 1884.
- Bilder aus der Kirchengeschichte. Hannover, Verlag C. Meyer, 1. Auflage 1884, 2. Auflage 1889, 3. Auflage 1891, 4. Auflage 1894, bearbeitet von G. Guden, 5. Auflage 1896, neu bearbeitet von G. Guden.
- Handbuch zur methodischen Behandlung der biblischen Geschichte. Verlag Carl Meyer (Gustav Prior) Hannover, 2. Aufl. 1884.
- Friedrich Fröbels Leben und Lehre. Verlag Oehmigke, Berlin 1885.
- Berliner Lesebuch. Teil 1 und 2. Berlin 1887. (zusammen mit Ludwig Berthold). Verlag Oehmigke, Berlin 1887.
- Kirchengeschichte für höhere Mädchenschulen. 1. Auflage, Verlag Oehmigke, Berlin 1889.